# 黒田万結花
黒田 万結花（くろだ まゆか、1990年9月12日 - ）は、埼玉県出身の元グラビアアイドル、元レースクイーンである。愛称はちゃんまゆ。

## 略歴
- 埼玉県にて3人兄妹（姉と兄がいる）の末っ子として生まれる[2]。5歳の頃からバトントワリングを習い、学生時代はバスケットボール部に所属していた。
- 実家はコンビニエンスストアを経営していた。
- 2008年、雑誌「UP to boy」（ワニブックス）主催のグラビアオーディションで特別賞を受賞[1]。その後プラチナムプロダクションに所属し[1]、2010年、セクシー☆オールシスターズ内のユニット『爆乳甲子園』に参加する。
- 2011年、SUPER GT『COROLLA Axio apr GTレースクイーン』としてレースクイーン活動を行う。同年8月より、欠員の出たセクシー☆オールシスターズ内ユニット『胸の谷間にうもれ隊』に長岡美和と共に参加する。
- 2011年9月、『ミスFLASH2012』にエントリー。ファイナリストまで残るも受賞は果たせなかった。
- 2012年、『ミスアクション2013』にエントリー。ファイナリストまで残るもグランプリ受賞はならず。
- 2013年9月、『日テレジェニック2013』（16期生）に選出[3]、翌年のソチオリンピックのサポーターガールを務める。
- 2014年2月23日、東京マラソンに出場。
- 2015年7月4日、自身のブログで同年6月30日付をもってプラチナムプロダクションを退所したことを明かした[1]。

## 作品

### 映像作品
1. G♥SHOCK（2011年11月22日、トリコ）
2. スウィートリップス（2012年10月20日、ラインコミュニケーションズ）
3. 日テレジェニック2013 黒田万結花（2013年11月27日、バップ）
4. 零距離（2014年8月27日、マックス）
5. 美少女対戦麻雀 着衣ZERO（2015年2月6日、マジカル/アイエス・フィールド）

## 出演

### テレビ
- 一狩りいこうぜ!（2011年2月21日、テレビ東京）
- ビキスポ!（2011年9月、MONDO TV）
- 『ぷっ』すま（2012年1月、テレビ朝日）
- アイドルの穴〜日テレジェニックを探せ!〜（日本テレビ）
- バイキング（2014年4月18日、フジテレビ） - ダイエット方法紹介企画（ビニ傘ダイエットで1ヶ月で-6kg）に出演[4]。
- してみるテレビ!教訓のススメ（2014年4月 - 6月、フジテレビ） - 「深海魚ハンター」コーナーにスタジオアシスタントとして出演[5]。

### PV
- RAG FAIR『メリミー!!』（2009年）
- 田原俊彦『さよならloneliness』（2011年）
- SWANKY DANK『misery』（アルバム「Circles」所収、2014年）[5]

### 舞台
- アリスインプロジェクト「セブンフレンズ・セブンミニッツ」（2014年12月17日 - 21日、六行会ホール） - 田丸翔子 役[6]

### パチンコ
- CRラブ嬢プラス〜今夜も、ご延長の方はいかがなさいますか?〜（2013年、平和）[7]